# André Henri Mirau

Originalkonstruktion eines portablen Interferometers von Mirau

Strahlengang eines Mirau-Objektivs: Referenzstrahl (4 bis 6) und Objektstrahl (7) haben die gleiche optische Weglänge und können daher Weißlichtinterferenz erzeugen.
(1) Mikroskopobjektiv, (2) halbdurchlässiger Spiegel, (3) Objektoberfläche, (4) Referenzspiegel mit Referenzstrahl, (5) Erste und (6) dritte Reflexion des Referenzstrahls, (7) Reflexion des Objektstrahls

André Henri Mirau (* 1923 oder 1924 ; † vor April 2007) war ein französischer Wissenschaftler, der durch die Erfindung wichtiger optischer Messverfahren bekannt wurde.

## Leben
A. H. Mirau besuchte von 1943 bis 1946 die École supérieure d'optique in Paris, eine private Ingenieurschule die vom nationalen französischen Bildungsministerium finanziert wird. Er schloss die Schule 1946 ab.

## Leistungen
Eine der wichtigsten Erfindungen von André Mirau war das heute unter dem Namen Mirau-Interferometer bekannte Interferenzobjektiv, das zur Charakterisierung von mikroskopischen Oberflächeneigenschaften eingesetzt wird. Er reichte zwischen 1949 und 1967 rund 14 erfolgreiche Patentanmeldungen ein.  Darunter waren unter anderem auch ein Öffner für medizinische Glasampullen und ein Längenmessgerät.

## Schriften

### Patente
- Patent  FR1011828: Interféromètre. Veröffentlicht am 3. März 1949, Erfinder: André Henri Mirau.‌
- Patent  FR60667E: Interféromètre. Veröffentlicht am 6. März 1950, Erfinder: André Henri Mirau (Ergänzungspatent).‌
- Patent  US2612074: Interferometer. Veröffentlicht am 27. März 1950, Erfinder: André Henri Mirau.‌
- Patent  DE965607: Interferenzmikroskop. Veröffentlicht am 13. Juni 1957, Erfinder: André Henri Mirau.‌
- Patent  CH291561: Interféromètre comportant une surface séparatrice semi-réfléchissante.. Veröffentlicht am 30. Juni 1953, Erfinder: André Henri Mirau.‌
- Patent  FR1029280: Dispositif optique permettant d'obtenir plusicurs images d'un même objet et applications. Veröffentlicht am 1. Juni 1953, Erfinder: André Henri Mirau.‌
- Patent  FR1040820: Dispositif optique amplificateur. Veröffentlicht am 19. Oktober 1953, Erfinder: André Henri Mirau.‌
- Patent  FR1040819: Dispositif de repérage. Veröffentlicht am 19. Oktober 1953, Erfinder: André Henri Mirau.‌
- Patent  FR1047135: Dispositif à serrage parallèle. Veröffentlicht am 11. Dezember 1953, Erfinder: André Henri Mirau.‌
- Patent  FR1143480: éléments préréglés. Veröffentlicht am 1. Oktober 1957, Erfinder: André Henri Mirau.‌
- Patent  FR1095227: Appareil pour la mesure des rugosités. Veröffentlicht am 31. Mai 1955, Erfinder: André Henri Mirau.‌
- Patent  FR1101498: Dispositif optique simple de mesure. Veröffentlicht am 6. Oktober 1955, Erfinder: André Henri Mirau.‌
- Patent  FR1164853: Dispositif de mesure. Veröffentlicht am 15. Oktober 1958, Erfinder: André Henri Mirau.‌
- Patent  FR1537149: Dispositif permettant l'ouverture d'ampoules de verre. Veröffentlicht am 23. August 1968, Erfinder: André Henri Mirau.‌

| Personendaten    | Personendaten                                  |
| ---------------- | ---------------------------------------------- |
| NAME             | Mirau, André Henri                             |
| KURZBESCHREIBUNG | französischer Naturwissenschaftler und Optiker |
| GEBURTSDATUM     | 1923 oder 1924                                 |
| STERBEDATUM      | vor April 2007                                 |